# علقمة بن جنادة الأزدي
علقمة بن جنادة الأزدي ثم الحجري (59هـ - 679م) له صحبه شهد فتح مصر وولي البحر لمعاوية وولي الجيزة لعمرو بن العاص وهو القائد الذي فتح جزيرة رودس، وتوفي سنة 59هـ.

## نسبه
أمير البحار وفاتح الامصار علقمة بن جنادة بن عبد الله بن قيس بن جندب الأزدي ثم الحجري.